# Кльвув
Кльвув (пол. Klwów) — село в Польщі, у гміні Кльвув Пшисуського повіту Мазовецького воєводства.
Населення — 424 особи (2011).

## Географія
Відстані до великих міст та центру повіту:
- Варшава 98 км
- Лодзь 105 км
- Радом 41 км
- Пшисуха (повітовий центр) 21 км.

## Історія
Назва Кльвув походить від гірської породи, що везли до Львова-«ку Львову». Місто Кльвув було засноване в 1413 за привілеєм короля Владислава II Ягайла, той привілей надавав право організовувати раз на тиждень торги і двічі на рік ярмарок. В 1662 році у Кльвові проживало 370 жителів у 36 домах. В 1743 Кльвув отримав дозвіл на варіння пива. В 1827 році у Кльвові проживало 898 осіб у 80 будинках. Мешканці цієї округи займались виробництвом сукна, кожухів та панчіх. Кльвув втратив статус міста за царським указом у 1864 році.
У 1975-1998 роках село належало до Радомського воєводства.

## Визначні місця
- Руїни замку повстанців 13-го століття.
- Парафіяльний костел Святого Апостола Мація збудований в 1491 році.

## Комунікації
У Кльвуві починається дорога воєводського значення № 727. Через місто проходить дорога крайового значення № 48

## Демографія
Демографічна структура станом на 31 березня 2011 року:
|          | Загалом | Допрацездатний вік | Працездатний вік | Постпрацездатний вік |
| -------- | ------- | ------------------ | ---------------- | -------------------- |
| Чоловіки | 208     | 38                 | 137              | 33                   |
| Жінки    | 216     | 42                 | 106              | 68                   |
| Разом    | 424     | 80                 | 243              | 101                  |